# Kanhave-Kanal

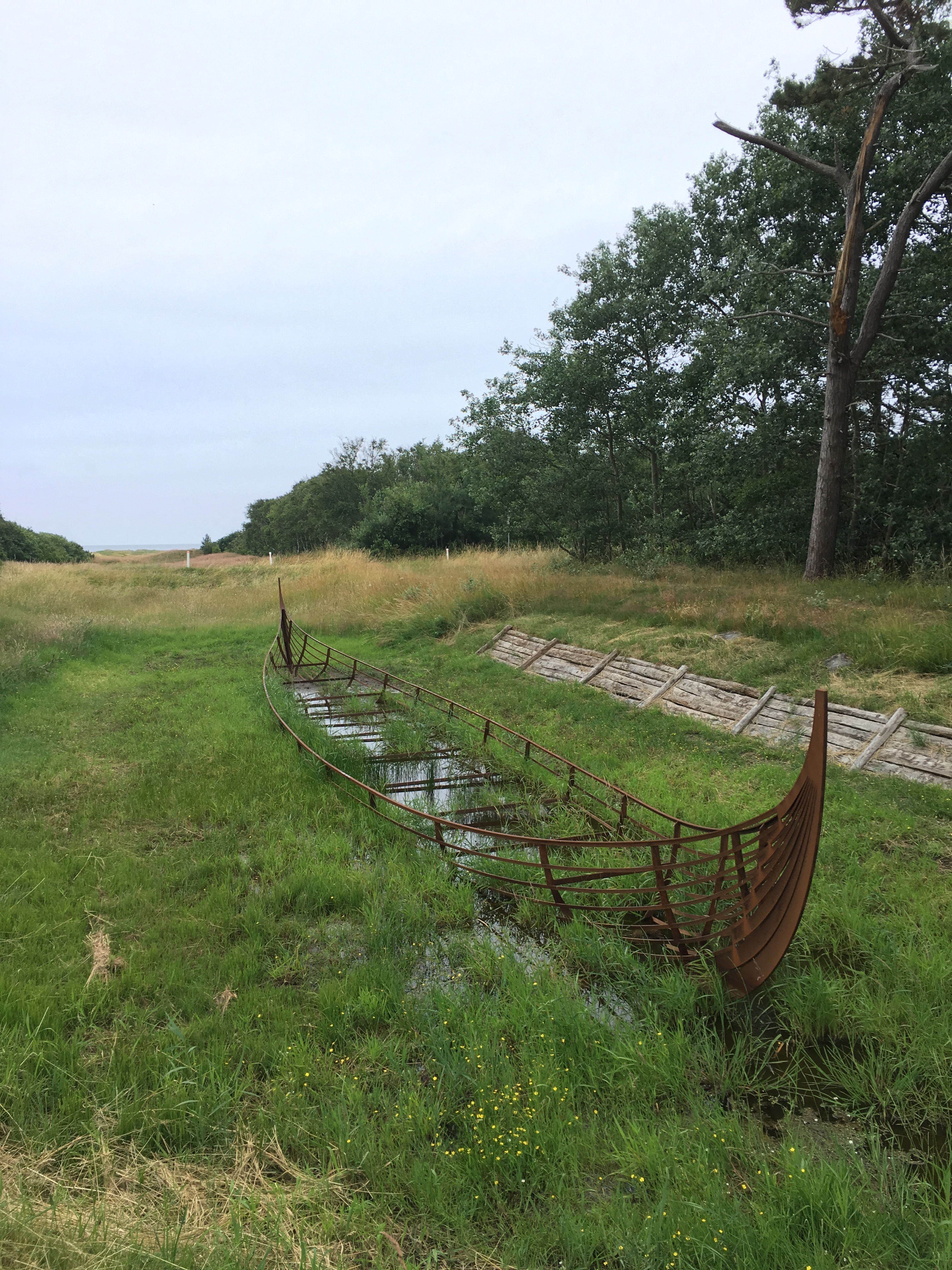
Kanhave-Kanal bei Tønnesminde

Der Kanhave-Kanal (dänisch Kanhavekanalen) ist ein in die Wikingerzeit datierter etwa 500 Meter langer Durchstich durch die dänische Insel Samsø im Kattegat. Er war 11 m breit und so flach, dass ihn nur Schiffe mit geringem Tiefgang passieren konnten. Der heute verlandete Kanal lag etwa einen Kilometer nördlich von Stavns und verband den Stavns Fjord und die Mårup Vig. Er ist noch im Gelände als leichte Eintiefung erkennbar.

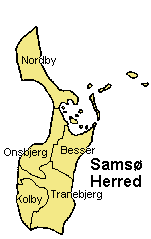
Die Insel Samsø – mit dem Kanal an der engsten Stelle

Die Wikinger stellten die ursprüngliche Trennung der Insel, die durch die Landhebung (vielleicht sogar nicht vollständig) verschwunden war, wieder her. Der Bau des Kanals konnte anhand der an einigen Stellen verbauten Planken dendrochronologisch auf das Jahr 726 datiert werden. In Ribe regierte der mythische König Angantyr (den Alkuin (735–804) erwähnt). 
Der Kanal kann dazu gedient haben, im Fjord stationierten Wikingerschiffen ein Auslaufen nach Westen zu ermöglichen und die Einfahrt in Großen und Kleinen Belt zu kontrollieren.